# Richard Terrile
Richard John Terrile (New York, 22 maart 1951) is een Amerikaanse wetenschapper. Hij houdt zich vooral bezig met astronomie.
Terrile heeft bij de NASA enkele belangrijke ontdekkingen gedaan in de ruimte voor het Voyagerprogramma. Zo ontdekte hij in 1984 samen met Bradford Smith een ring rond de ster Bèta Pictoris en de satellietmanen Atlas van de planeet Saturnus, Cordelia en Ophelia van de planeet Uranus en Naiad en Thalassa van de planeet Neptunus.
Verder was hij kandidaat geweest voor een missie met de Skylab eind jaren zeventig van de twintigste eeuw, maar viel uiteindelijk af.
- International Standard Name Identifier: 0000 0000 4169 1371
- Library of Congress Control Number: no2002008376
- Virtual International Authority File: 58742625
- WorldCat: E39PBJkXvxgRmTmkJrVHtmGvHC